# Witterda
Witterda è un comune di 1 077 abitanti della Turingia, in Germania.
Appartiene al circondario (Landkreis) del Sömmerda (targa SÖM) ed è amministrato dal comune amministratore (Erfüllende Gemeinde) di Elxleben.